# This Is Me (película)
This Is Me (en español: Este Soy Yo) es una película documental autobiográfica que relata la vida del músico neerlandés Armin van Buuren.

## Historia
El 12 de noviembre de 2019 Armin, tras lanzar el álbum Balance, anunció un nuevo show para 2020. This Is Me sigue los pasos de los Armin Only: él será el artista principal. En el anuncio, Armin presentó este espectáculo como una celebración de sus 25 años de experiencia como productor. Hace hincapié en lo divertido que es para él aventurarse en "territorios conocidos y desconocidos" y en cómo ha aprendido "aceptándose a sí mismo y a su sonido".
El espectáculo, renombrado como Armin van Buuren presents This Is Me - Feel Again, tuvo lugar los días 2, 3, 4 y 5 de junio de 2022 en el espacio multiusos Ziggo Dome ubicado en Ámsterdam, Países Bajos, con una capacidad para 17.000 personas. Originalmente estaba previsto para los días 20, 21, 22 y 23 de mayo de 2020 pero se tuvo que posponer debido a la pandemia de COVID-19.
La película se emitió de manera única el 30 de junio de 2022 a través de la plataforma de HYMN. El 27 de junio tuvo lugar su preestreno en el Royal Theather Tuschinski en Ámsterdam.
El 28 de junio de 2023, debido a una demanda abrumadora, 'This Is Me: Feel Again' "regresó" después de la emisión única inicial en 2022. Ahora está disponible en una calidad nunca antes vista: 4K UHD con sonido envolvente 5.1. Se puede visualizar exclusivamente bajo demanda durante 2 años con repeticiones ilimitadas. La película de casi 80 minutos tiene como telón de fondo 'This Is Me: Feel Again', una serie de 5 electrizantes espectáculos con entradas agotadas en Ziggo Dome, Ámsterdam, Países Bajos, en junio de 2022. Se trata de una combinación de sus electrizantes actuaciones en vivo junto con entrevistas personales y clips detrás de escena.
La película muestra parte de la vida del DJ y productor discográfico Armin van Buuren. En él, aparecen sus padres y esposa, además de otros músicos. La película pone énfasis sobre Armin como el ser humano detrás de la música, sus experiencia y conflictos durante todos estos años liderando el género trance. Van Buuren es considerado un icono de la música electrónica y él define el trabajo como: ¨Toda mi historia¨.

En palabras de Van Buuren: "Esta película muestra la transformación que he experimentado durante los últimos tres años, encontrando un camino de regreso a un lugar de equilibrio permitiéndome sentir de nuevo. Se llama «Este Soy Yo» porque estás dentro de mi cabeza, acompañándome en este viaje. Espero que lo disfruten".

## Citas
«Ha llegado el momento de contaros mi historia. La historia completa: todas esas cosas que me han hecho aprender y crecer como persona»
 Armin van Buuren, junio de 2022.